# Riverside South (Manhattan)

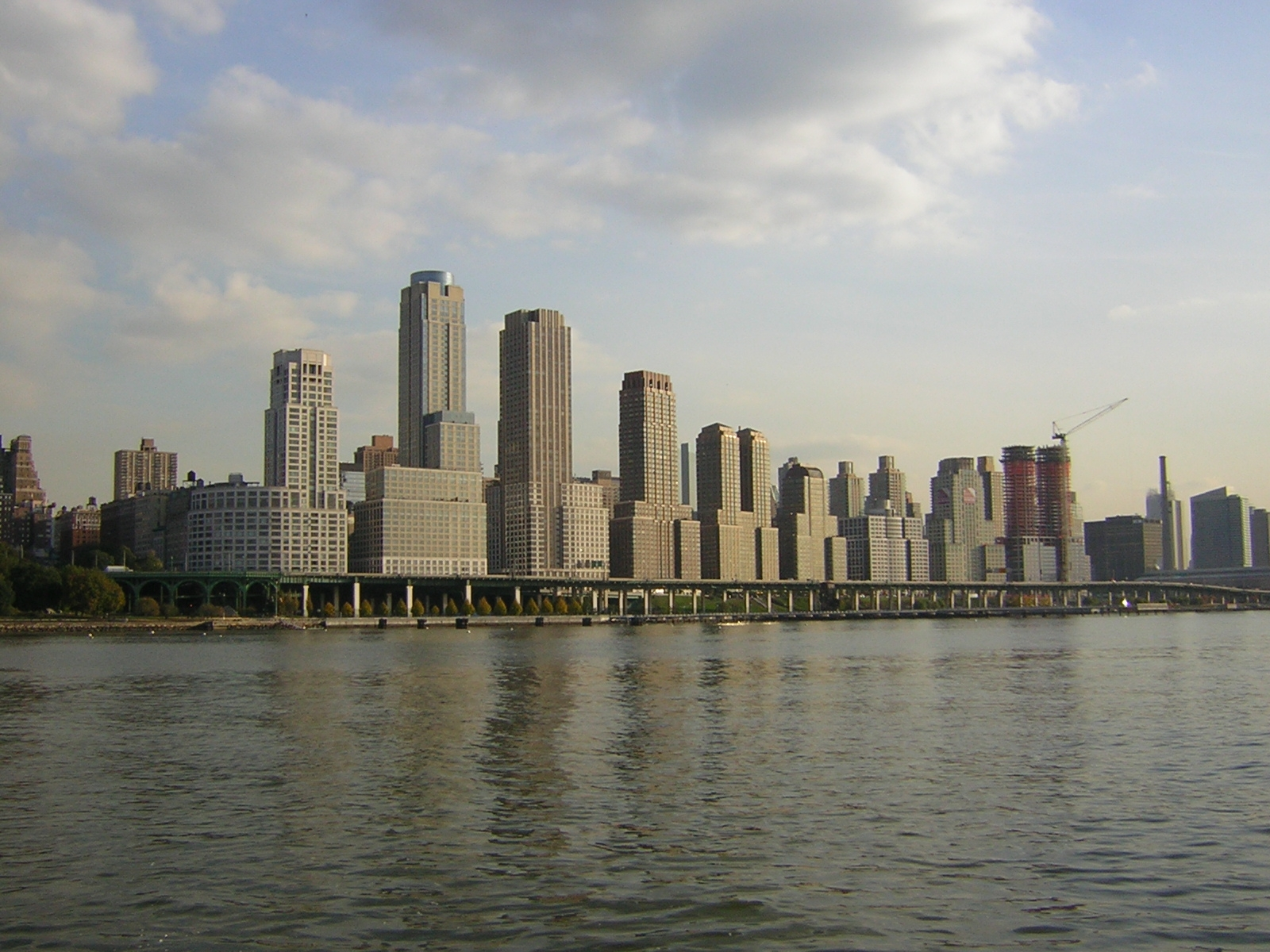
Riverside South, 2007

Riverside South is een geplande wijk rond een residentiële buurt in Washington Heights, Upper Manhattan (New York). Het project is ontstaan door een samenwerking tussen zes burgermaatschappijen en vastgoedondernemer Donald Trump.
Het project kostte zo'n $ 3 miljard en vervangt een eerder project van planoloog Robert Moses en daarna Trump uit de jaren 70, beter bekend als Trump City, dat op veel kritiek stuitte. Het gebied ligt in de Upper West Side en bestaat uit appartementen en residenties, maar bevat ook enkele parken. Riverside South heeft een oppervlakte van 23 hectare en strekt zich uit van 59th Street in het zuiden tot 72nd Street in het noorden. De buurt maakte lange tijd deel uit van het vervangingsproject West Side Highway, een boulevard die in de plaats kwam van de vroegere Miller Highway – de laatst overgebleven sectie van het groene viaduct is links te zien op de foto – die werd afgebroken vanwege slecht onderhoud. Het project "Westway" werd in 1985 definitief door de stad van tafel geveegd nadat een jaar eerder corruptie aan het licht kwam.
Riverside South, ook wel Trump Place, is gelegen op de locatie van het voormalig opstelterrein van de New York Central Railroad langs de Hudson in het uiterste noordwesten van het stadsdeel Manhattan. Het is een zuidelijke expansie van Riverside Park. Trump verkocht Riverside South aan investeerders uit Hongkong en het Chinese vasteland, die in 1997 met de bouw begonnen. In 2005 verkochten zijn partners het resterende onvoltooide gedeelte aan The Carlyle Group en Extell Development Company. Riverside South werd officieel in gebruik genomen in het najaar van 2008.
Sindsdien is de buurt volop in ontwikkeling met de bouw van scholen, parken, penthouses en wolkenkrabbers, zoals het in 1999 voltooide 200 Riverside Boulevard At Trump Place.